# Wouw's Weekend Weerbericht
Wouw's Weekend Weerbericht was het weerbericht voor het weekend van het programma Van Zuks Dus op RTV Noord-Holland, gepresenteerd door Carl van de Wouw.
In september 2006 startte RTV Noord-Holland met een amateur-weerbericht voor het weekend. In december kwam het weerbericht onder vuur vanwege de waarschijnlijk lage populariteit. RTV Noord-Holland kreeg meer dan 350 reacties van mensen die wilden dat het weerbericht bleef bestaan, ook al is het niet bijster serieus. Bij meer dan 150 reacties zou het weerbericht blijven bestaan, dus het weerbericht ging door.
Op 29 juni 2007 zond RTV Noord-Holland de laatste uitzending uit van het weerbericht.